# Allan Boath
Allan Roderick Boath (Dundee, 14 dicembre 1958) è un ex calciatore scozzese naturalizzato neozelandese, di ruolo centrocampista.

## Carriera

### Club
Iniziò la carriera nel 1976 in Scozia tra le file del Dundee Utd, club con il quale non scese mai in campo e nel 1977 al Forfar Athletic.
Nel 1978 si trasferisce in Nuova Zelanda al Woolston. Nel 1980 è ingaggiato dal Christchurch United con cui rimane una sola stagione, tornando l'annata seguente al Woolston.
Nel 1982 si trasferisce in Australia al West Adelaide, club con cui vince la South Australian 2nd Division.
L'anno seguente torna in Nuova Zelanda tra le file del Christchurch United, che lascerà nel 1984 per passare all'Auckland University.
All'Auckland University rimane una sola stagione, poiché passa North Shore Utd, club nel quale chiuderà la carriera nel 1988 conquistando una Chatham Cup nel 1986.

### Nazionale
Vestì la maglia della Nuova Zelanda in trentanove occasioni segnando sei reti.
Fece parte della spedizione All whites ai Mondiali spagnoli del 1982, scendendo in campo in tutti e tre gli incontri disputati da kiwi.

## Palmarès

### Club

#### Competizioni nazionali
- South Australian 2nd Division: 1

West Adelaide: 1982
- Chatham Cup: 1

North Shore United: 1986